# Ostra
Ostra település Romániában, Bukovinában, Suceava megyében.

## Fekvése
Vama-tól 30 km-re, a Suha-patak mellett, a DL 11-es úton fekvő település.

## Leírása
Ostra híres bányászközség, ahol rezet, ólmot és ónt és báriumtartalmú érceket bányásznak. Az itt bányászott ércet a közeli Tarnițában dolgozzák fel.
A feldolgozandó nyersanyagot Tarnițába a hegyen keresztül vágott 6 km hosszú alagúton át szállítják.